# Omaña
Pour les articles homonymes, voir Omana.
L'Omaña est une rivière espagnole d'une longueur de 52 km qui coule dans la communauté autonome de Castille-et-León. Elle est une des deux tributaires, avec la Luna, qui forment l'Órbigo dans le bassin du Douro.

## Source de la traduction
- (es) Cet article est partiellement ou en totalité issu de l’article de Wikipédia en espagnol intitulé « Río Omaña » (voir la liste des auteurs).